# 'Ndrina Romeo
I Romeo detti Stacchi sono una 'ndrina di San Luca.
Sono alleati con le cosche dei Nirta (La Maggiore) e dei Pelle.

## Storia

### Anni '70
Sebastiano Romeo, secondo Francesco Fonti viene coinvolto insieme alla Banda della Magliana nella ricerca di Aldo Moro.

### Anni '90
Sebastiano Romeo entra a far parte della costituenda commissione provinciale della 'ndrangheta.
- 19 aprile 1995 - operazione Sorgente contro i Romeo[1][2].

### Anni 2000
- Il 28 maggio 2008 viene arrestato a Ferruzzano dai Commissariati di Siderno e Bovalino e la Squadra Mobile di Reggio Calabria, Antonio Romeo, uno dei 100 latitanti più pericolosi d'Italia, cugino di Antonio Romeo degli Stacchi[3].
- Il 23 maggio 2009 la squadra mobile di Reggio Calabria arresta a San Luca per associazione mafiosa e traffico di stupefacenti Fortunato Giorgi, tra i cento latitanti più ricercati[4].

### Anni 2010
- Il 14 luglio 2014 nell'operazione della Guardia di Finanza Puerto Liberado viene sgominato un traffico di droga internazionale a capo delle famiglie Romeo e Giorgi con il sequestro di 4 tonnellate di cocaina e l'emissione di 13 provvedimenti di custodia cautelare. Il 14 agosto arresta a Roma anche Vincenzo Crisafi, incaricato di gestire il traffico tra Germania e Paesi Bassi[5].
- Il 15 dicembre 2015 si conclude l'operazione Tivoli Silentes dei Carabinieri del Comando Provinciale di Roma che porta all'arresto di 9 persone di cui 4 presunti affiliati ai Nirta-Romeo-Giorgi con sequestri a Tivoli, Guidonia Montecelio, Castelnuovo di Porto, ma anche ad Africo e Bovalino[6][7].
- Il 5 dicembre 2018 si conclude l'operazione European 'ndrangheta connection (ex Pollino), condotta dalla procura nazionale antimafia insieme con l'Eurojust e partita da forze dell'ordine olandesi che ha portato all'arresto di una organizzazione di 90 persone dedita al traffico internazionale di stupefacenti tra Belgio, Paesi Bassi, Germania, Italia, Colombia e Brasile e che colpisce alcuni esponenti dei Pelle-Vottari, dei Romeo, detti Stacchi, degli Cua-Ietto, degli Ursino e dei Nirta-Strangio nonché esponenti della criminalità turca. Tra gli arrestati Giuseppe e Francesco Marando, José Manuel Mammoliti, Giovanni Giorgi, Antonio Costadura detto U Tignusu, Domenico Romeo detto Corleone, Francesco Luca Romeo, Sebastiano Romeo e Domenico Strangio. Sono accusati alcuni anche di intestazione fittizia e associazione mafiosa, l'operazione ha anche portato al sequestro di diverse tonnellate di cocaina e alla scoperta di azioni di riciclaggio, di pagamenti in bitcoin, e dell'uso di attività ristorative come supporto alla logistica del traffico. Le città coinvolte sono: Horst aan de Maas, Venray, Amsterdam e Rotterdam per i Paesi Bassi, Brüggen in Renania Settentrionale-Vestfalia per la Germania[8][9][10][11][12].

### Anni 2020
L'11 marzo 2021 viene arrestato a Barcellona dalla Guardia Civil Giuseppe Romeo, detto Maluferru, accusato di traffico internazionale di droga.

## Esponenti di rilievo
- Sebastiano Romeo (1931-1998), detto U Staccu, fu il capobastone della 'ndrina.
- Antonio Romeo, fratello di Sebastiano.
- Antonio Romeo, detto Centocapelli, figlio di Sebastiano. Arrestato il 26 giugno 1998.
- Giuseppe Romeo (1947=
- Giuseppe Giorgi (1961), latitante dal 1994 al 2017.
- Paolo Romeo (1947), avvocato. Secondo il pentito Filippo Barreca, per la famiglia teneva i contatti con Cosa Nostra. In qualità di massone faceva parte di Gladio. Negli anni '70 avrebbe anche organizzato l'incontro tra i De Stefano e Junio Valerio Borghese[14].
- Francesco Fonti (1948-2012), collaboratore di giustizia, ex vangelista.
- Giuseppe Romeo (1986) detto U'Pacciu, U'Nanu e Maluferru, figlio di Antonio Romeo alias Centocapelli. Attivo fra Calabria, Belgio, Germania e Spagna, è in breve diventato uno dei maggiori broker della 'ndrina, trattando direttamente con i cartelli sudamericani ed arrivando a gestire carichi di stupefacente nell'ordine della centinaia di chilogrammi al mese. Latitante dal 2018, è stato arrestato in Spagna nel marzo del 2021.

## 'Ndrine alleate
- Calabrò
- Mammoliti
- Pizzimenti
- Tripodo di Sambatello